# 应汉杰
应汉杰（1969年7月—），男，浙江慈溪人，中国生物化工专家，南京工业大学教授、博士生导师，原苏州大学校长，享受国务院政府特殊津贴专家，中国工程院院士。
2023年12月，任苏州大学校长。
2025年4月，不再担任苏州大学校长。